# Seznam skladeb Philipa Glasse
Následuje seznam důležitých děl amerického minimalistického skladatele Philipa Glasse, další informace naleznete v jeho hesle.

## Opery
- 1976: Einstein na pláži (Einstein on the Beach) pro Philip Glass Ensemble (společně s Robertem Wilsonem)
- 1978: Satyagraha (uvedeno roku 1980, libretto napsala Constance de Jong)
- 1983: Akhnaten
- 1984: the CIVIL warS, Rome Section (společně s Robertem Wilsonem, libretto obsahuje texty Seneky)
- 1986: The making of the representative for Planet 8 (uvedeno 1988, libretto napsala Doris Lessingová)
- 1989: Pád domu Usherů (The Fall of The House of Usher), libreto Arthur Yorinks podle povídky Edgara Allana Poea
- 1990: The Voyage (uvedeno 1992, libretto napsal David Henry Hwang)
- 1991: White Raven (uvedeno v roce 1998 jako O Corvo Branco, společně s Robertem Wilsonem, libretto napsala Luísa Costa Gomesová)
- 1997: The marriages between zones three, four, and five (1997, libretto napsala Doris Lessingová)
- 2002: Galileo Galilei (libretto napsali Mary Zimmerman a Arnold Weinstein)
- 2005: Waiting for the Barbarians (podle románu Waiting for the Barbarians od J. M. Coetzeeho)
- 2007: Appomattox

## Symfonie
- 1993: Symfonie č. 1 Low
- 1994: Symfonie č. 2
- 1995: Symfonie č. 3 pro 19 smyčců
- 1996: Symfonie č. 4 Heroes
- 1999: Symfonie č. 5 Choral pro sóla, sbor a orchestr
- 2001: Symfonie č. 6 Plutonian Ode pro soprán a orchestr
- 2005: Symfonie č. 7 Toltec pro orchestr a sbor
- 2005: Symfonie č. 8
- 2011: Symfonie č. 9

## Filmová hudba
- Trilogie Godfreyho Reggia:
  - 1982: Koyaanisqatsi
  - 1988: Powaqqatsi
  - 2002: Naqoyqatsi
- 1997: Kundun (režíroval Martin Scorsese, nominace na Oscara)
- 1998: Truman Show (režíroval Peter Weir, mimo tří nových skladeb byla užita hudba z Powaqqatsi, Anima Mundi a Mishima)
- 2002: Hodiny (The Hours, režíroval Stephen Daldry, nominace na Oscara)
- 2006: Iluzionista (The Illustionist, režíroval Neil Burger)
- 2006: Zápisky o skandálu (Notes on a Scandal, režíroval Richard Eyre, nominace na Oscara)
- 2007: Kasandřin sen (Cassandra's Dream, režíroval Woody Allen)
- 2007: Zamilovaná zvířata (Les Animaux Amoureux, režíroval Laurent Charbonnier)

## Komorní opery a hudební divadlo
- 1982: The Photographer, založeno na životě Eadwearda Muybridgeho
- 1990: Hydrogen Jukebox, podle básní Allena Ginsberga
- Trilogie podle filmů Jeana Cocteaua
  - 1991: Orphée (podle filmu z roku 1950)
  - 1994: La Belle et la Bête (podle filmu z roku 1946)
  - 1996: Les Enfants Terribles (podle knihy z roku 1929 a filmu z roku 1950)